# 維塞烏區
維塞烏區 （葡萄牙語：Distrito de Viseu，[viˈzew] ⓘ）是葡萄牙中北部內陸的一個區。面積5,007平方公里，人口394,927人 （2001年）。首府維塞烏，下分24市镇。